# Alexis Bouvard
Pour les articles homonymes, voir Bouvard.
Alexis Bouvard, né aux Hoches dans un hameau des Contamines-Montjoie, dans le duché de Savoie, le 27 juin 1767 et mort à Paris (France) le 7 juin 1843, est un astronome français.

## Biographie

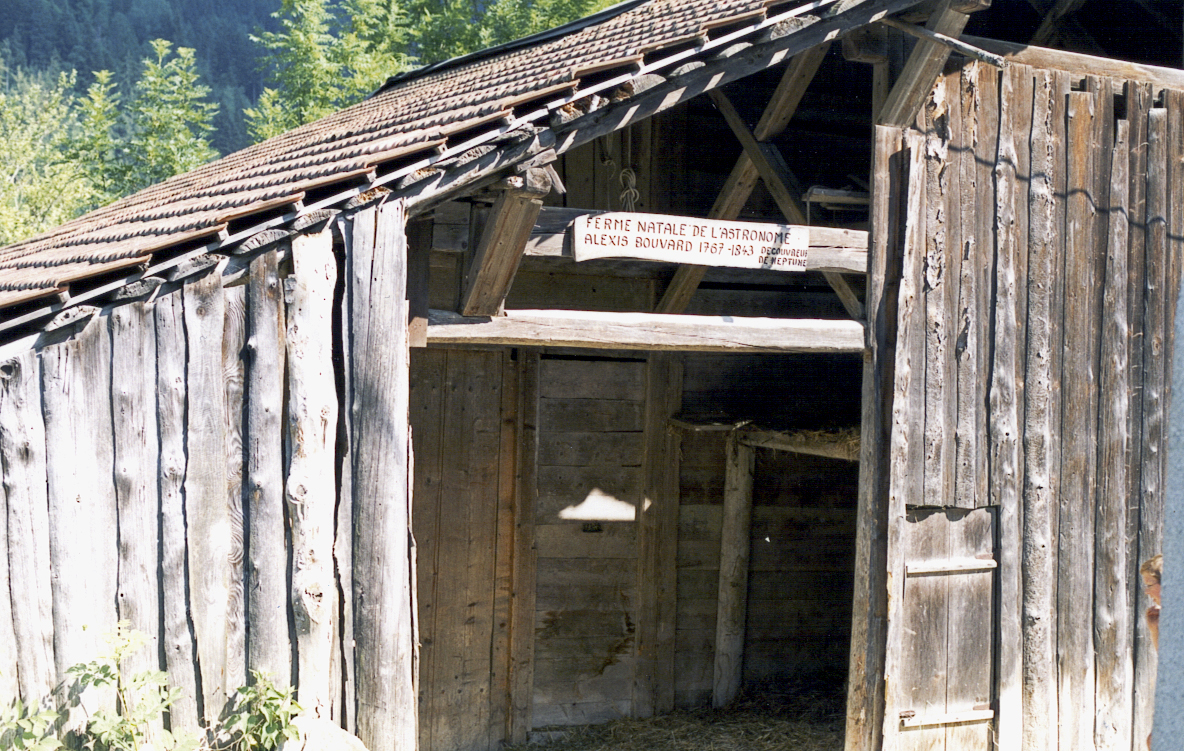
Ferme natale d'Alexis Bouvard aux Contamines-Montjoie.

Alexis Bouvard naît au hameau des Hoches le 27 juin 1767  qui appartient à cette époque à la paroisse des Contamines-Montjoie, dans la province du Faucigny,. Issu d’une famille d’origine paysanne, il a quatre sœurs et frères.  Il fut envoyé à Sallanches auprès du chanoine Bouvard  pour sonder si ses dispositions naturelles l’amenaient à l’état ecclésiastique ou au commerce. Il préférera à l’âge de 17 ans partir pour Paris.
Arrivé au Bureau des longitudes, à l'Académie des sciences (1803) et à la direction de l'Observatoire de Paris grâce à la protection de Laplace, il se montra un prodigieux calculateur. Il aide à parfaire le calendrier républicain mis en gravure et en textes par Salvatore Tresca, qui le met en vente à partir de 1806,.
Parmi ses travaux les plus significatifs figurent la découverte de huit comètes, et la compilation de tables astronomiques pour Jupiter, Saturne et Uranus. Les deux premières se révélèrent relativement exactes, tandis que la table concernant Uranus fit apparaître des anomalies importantes lors des observations suivantes. Ceci conduisit Bouvard à émettre l'hypothèse qu'une huitième planète (appelée à l'époque « planète troublante ») pourrait être à l'origine des perturbations dans l'orbite d'Uranus. Après sa mort, la position de cette planète (Neptune) sera calculée par John Couch Adams et Urbain Le Verrier.
On lui doit aussi des recherches et des calculs sur la Mécanique céleste de Laplace.
En outre d'être directeur de l'observatoire de Paris, membre du Bureau des longitudes et de l'Académie des sciences, il fut aussi élu membre effectif à l'Académie de Savoie en 23 avril 1820 et devint membre étranger de la Royal Society en 1826.
En 1970, l'Union astronomique internationale a donné son nom à une vallée de la Lune, la Vallis Bouvard.
Sa ferme natale peut encore aujourd'hui être vue [coordonnées GPS 45.837861, 6.724913 ]. L'association 'Mémoire, Histoire et Patrimoine des Contamines' a fait apposer une plaque informative comportant une courte biographie en 2017, pour les 250 ans de sa naissance.

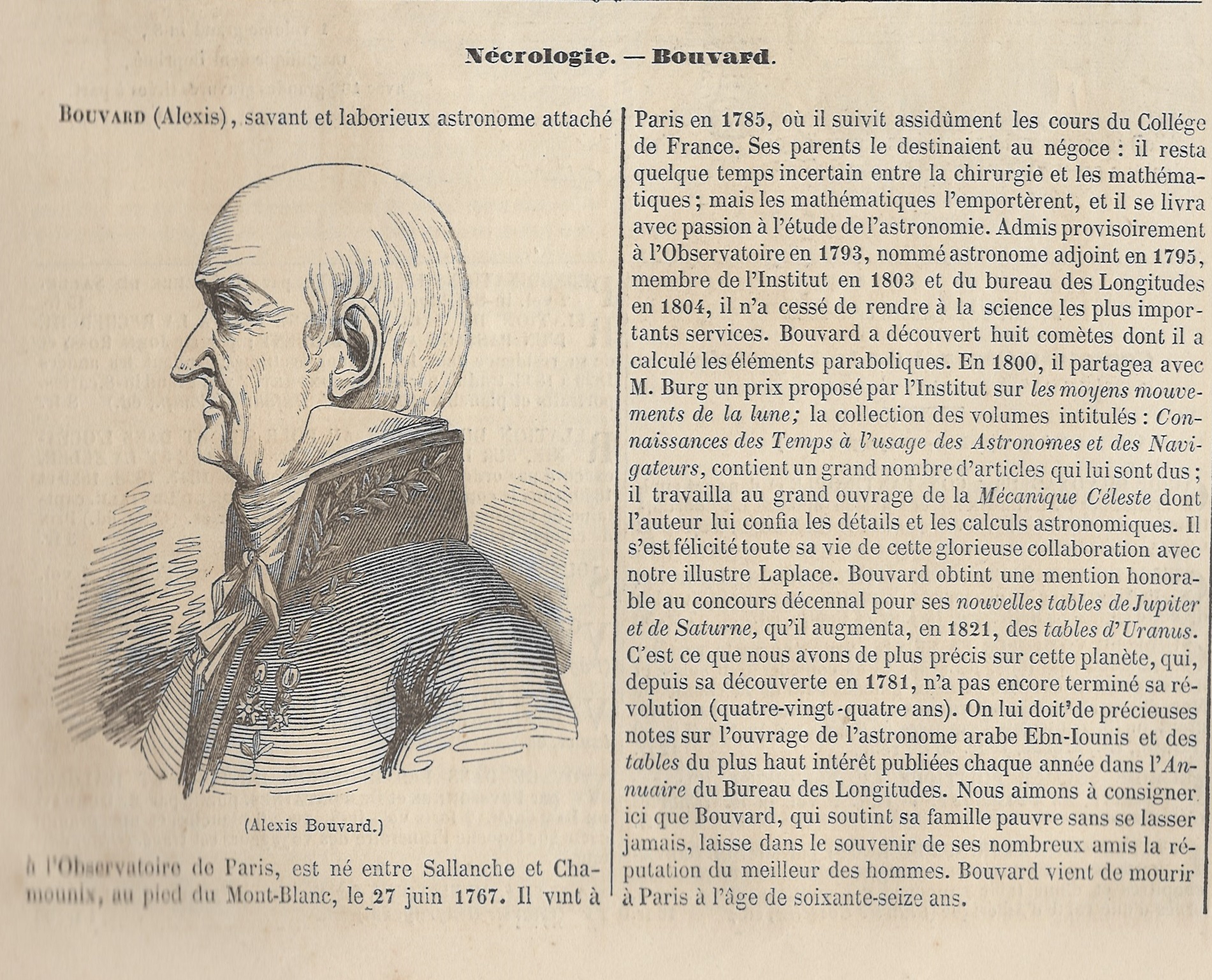